# 행성상 성운

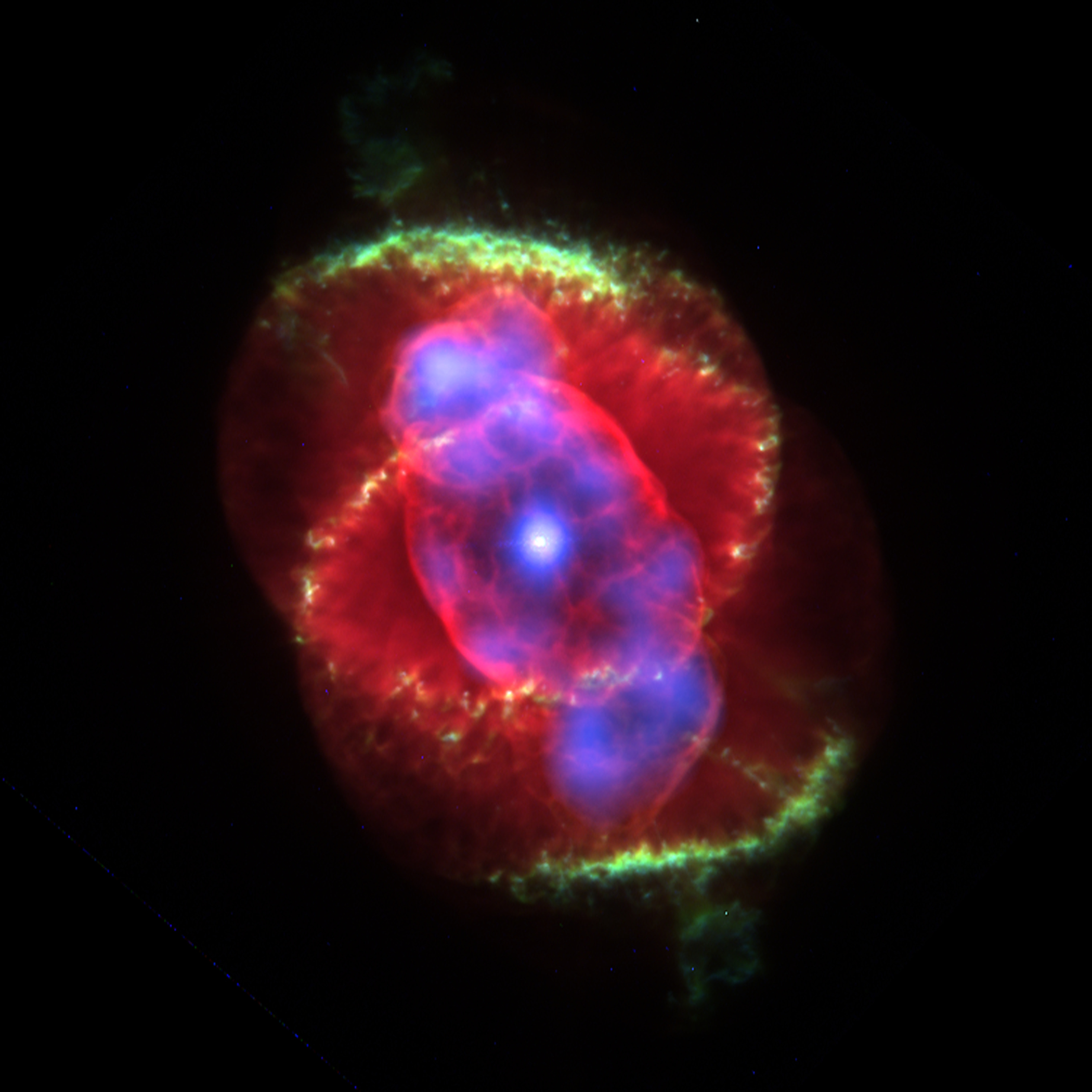
고양이 눈 성운의 엑스선 및 가시광선 합성 사진.

행성상 성운(行星狀 星雲, 영어: planetary nebula; PN; 복수형 PNe;)은 발광 성운의 일종으로, 늙은 적색거성의 외피층이 팽창하여 형성된 전리 기체들로 이루어졌다. "행성상 성운"이라는 용어는 1780년대에 윌리엄 허셜이 고안하였으며, 망원경으로 자세히 보면 행성처럼 원반 모양을 나타낸다고 만든 용어이나, 엄밀히 보면 틀린 용어다. 하지만 허셜 용어는 널리 쓰고, 지금까지 그대로 사용한다. 행성상 성운의 수명은 수 만 년 정도로, 별의 수명이 수  십억 년 정도이므로 우주적 규모에서는 상대적으로 짧게 나타나는 현상이다.
대부분 행성상 성운의 형성 기작은 다음과 같다고 본다. 별의 수명이 거의 다 끝난 적색거성 단계에서,  강력한 항성풍 영향으로 별의 외피층을 바깥쪽으로 방출한다. 그 결과 적색거성 대기 대부분이 팽창해 나가고 나면, 노출된 뜨겁고 밝은 항성핵이 자외선을 내뿜어 팽창한 외피층을 전리시킨다. 흡수된 자외선은 중심별 주위의 흐릿한 기체를 들뜨게 만들어서 알록달록한 행성상 성운으로 보인다.
행성상 성운은 핵합성 결과 생성된 원소들(탄소, 질소, 산소, 네온 등)을 성간 매질로 돌려보냄으로써 은하의 화학적 진화에 중요한 역할을 할 것으로 생각된다. 행성상 성운은 먼 외부 은하들에서도 발견된바 있으며, 외부 은하의 화학적 성분비에 대한 유용한 정보를 제공한다.
최근 허블 우주 망원경을 이용한 관측에서, 많은 행성상 성운들이 형태학적으로 매우 복잡한 구조를 하고 있음이 밝혀졌다. 구형의 모양을 이루는 것은 5분의 1 정도이고, 절대 다수는 비대칭적인 모양을 하고 있다. 이러한 모양들을 만드는 정확한 기작은 아직 밝혀지지 않았으나, 중심별이 쌍성이거나, 항성풍과 자기장이 영향을 미치는 등이 원인 후보로 꼽히고 있다.

## 관측

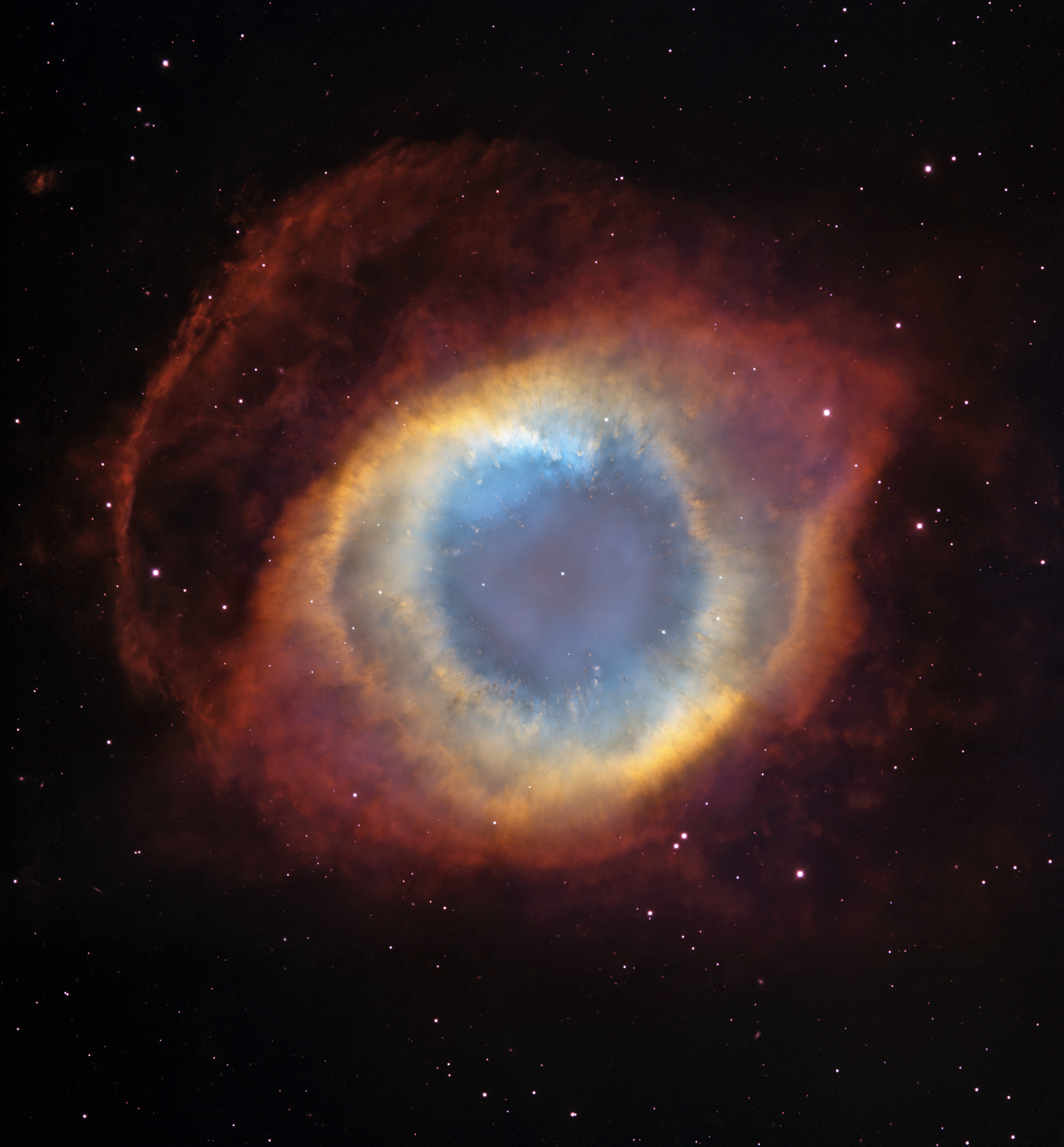
나선 성운(NGC 7293)
사진제공: NASA, ESA, C.R. O'Dell (Vanderbilt University)

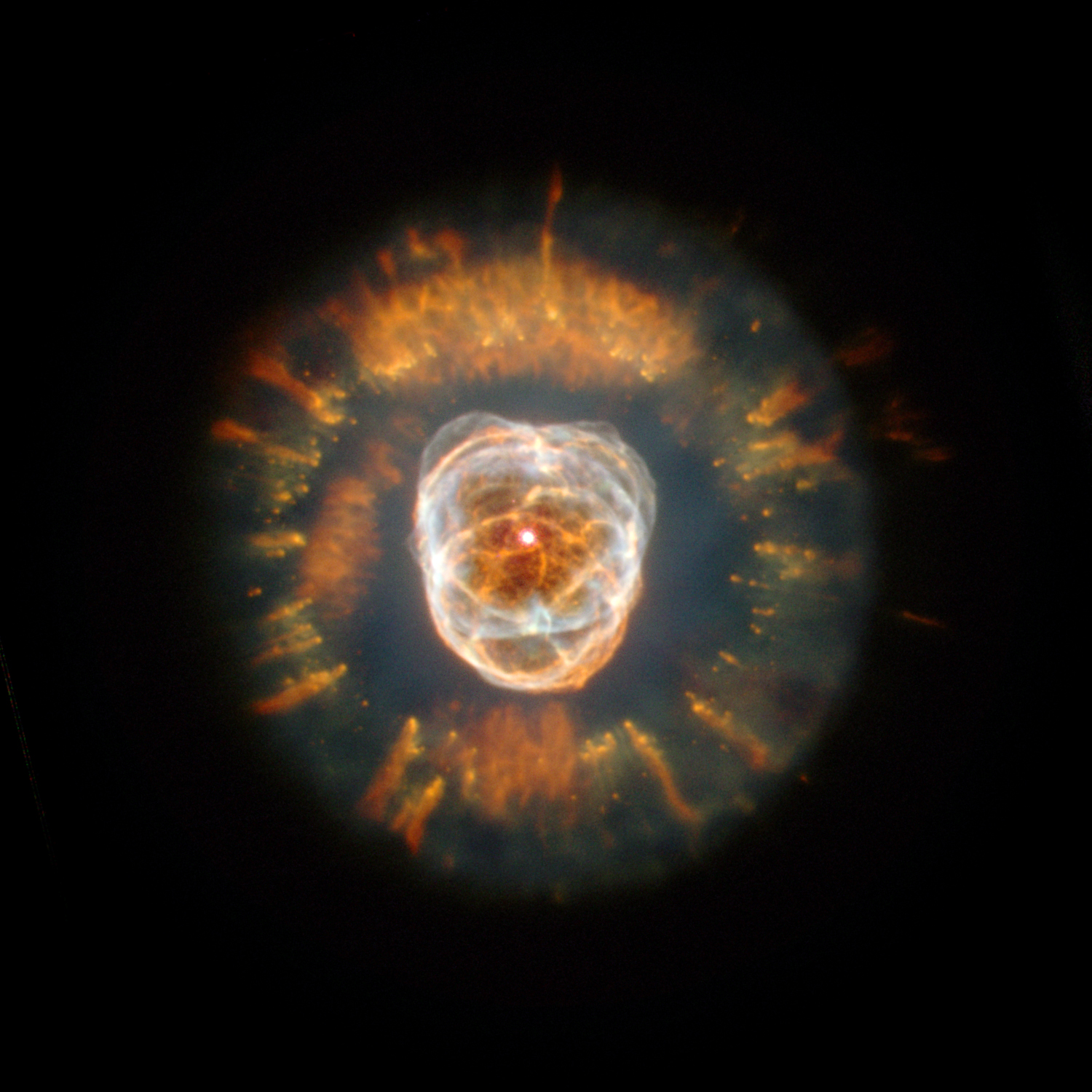
에스키모 성운(NGC 2392)
사진 제공: NASA, ESA, Andrew Fruchter (STScI), ERO team (STScI + ST-ECF)

행성상 성운은 어두워서 육안으로 볼 수 있는 행성상 성운은 없다. 최초로 발견된 행성상 성운은 여우자리의 아령 성운으로, 1764년 샤를 메시에가 발견해 메시에 천체 목록에 메시에 27(M27)로 등재하였다. 해상도가 떨어지던 옛날 망원경을 사용하던 초기 관측자들은 M27을 천왕성 같은 거대행성을 닮은 무언가로 생각했다. 천왕성의 발견자이기도 한 윌리엄 허셜이 "행성상 성운"이라는 용어를 고안하였다. 허셜은 이 천체들이 별 주위로 물질들이 모여들어 행성으로 응축되는 것이라고 보았다. 하지만 실제로는 행성상 성운은 죽은 별의 흔적이며, 주위에 행성이 있었다면 모조리 바싹 타 버렸을 것이다.
행성상 성운의 정체는 19세기 중반 분광 관측이 발명되기 전까지는 밝혀지지 않았다. 최초로 분광 관측을 수행한 천문학자는 윌리엄 허긴스로, 그는 프리즘을 사용해 행성상 성운의 빛을 분산시켰다. 1864년 8월 29일, 허긴스는 고양이 눈 성운을 관측하여 그 스펙트럼을 얻었다. 허긴스는 항성의 스펙트럼이 복사 연속체 상에 많은 어두운 선이 존재하는 형태라는 것을 밝혀냈다. 이후 그는 안드로메다 성운 등의 다른 "성운"들에 대해서도 분광 관측을 수행하여 유사한 결과를 얻었는데, 안드로메다 등은 나중에 은하로 재분류되었다.
그러나 고양이 눈 성운을 관측한 허긴스는 연속체 상에 어두운 선이 존재하는 스펙트럼이 아닌, 밝은 선 몇 개만 존재하는 스펙트럼을 얻어냈다. 이것은 항성이나 은하의 스펙트럼과는 전혀 다른 것이었다. 고양이 눈 성운의 밝은 선 중 가장 밝은 것의 파장은 500.7 나노미터였고, 이는 그때까지 알려진 어떠한 원소와도 일치하지 않았다. 처음에는 이것이 "네불륨"(nebulium; 성운 + 원소)이라는 새로운 원소의 스펙트럼일 것이라는 가설이 세워졌다. 1868년에 태양의 스펙트럼에서 헬륨(태양 + 원소)이 발견된 것과 유사한 발상이었다.
헬륨은 태양에서 발견된 이후 지구 상에서도 발견되었지만, 네불륨은 그렇지 못했다. 20세기 초, 헨리 노리스 러셀은 네불륨이라는 새로운 원소가 있는 게 아니라 그전까지 이미 알려져 있던 원소가 잘 알려지지 못한 상태에 있음으로써 500.7 나노미터선이 나오는 것이 아닌가 하는 가설을 제기했다.
1920년대, 물리학자들은 극도로 낮은 밀도의 기체에서 전자가 들뜬 준안정 에너지 준위에 있을 수 있다는 것을 밝혀냈다. 밀도가 높을 때는 원자와 이온들이 충돌로 쉽게 바닥 상태로 되돌아가지만, 밀도가 낮을 때는 그렇지 않은 것이다. 이런 원리로 전자 천이가 발생해 만들어진 질소와 산소 이온들(O+, O2+ (또는 OIII), N+)이 500.7 나노미터 방출선과 다른 선들의 원인이다. 이 선들은 극도로 낮은 밀도에서만 발생이 가능하기 때문에 금지선이라고 한다. 고로 성운의 분광 관측은 성운이 극도로 희박한 기체 덩어리라는 것을 보여준다.
행성상 성운의 중심별은 매우 뜨겁다. 별은 핵융합 연료를 모두 소진하고 조그만 크기로 붕괴한 상태이다. 행성상 성운은 항성 진화의 마지막 단계로 이해되고 있다. 분광 관측은 모든 행성상 성운들이 팽창하고 있음을 보여준다. 이것은 곧 행성상 성운이 별의 수명이 다했을 때 그 외피층이 우주 공간으로 떨어져나가 형성된 것이라는 발상으로 연결되었다.
20세기 말에 이르기까지 관측기구는 진보를 거듭했고 행성상 성운의 연구에도 큰 도움이 되었다. 우주망원경이 개발됨으로써 지구의 대기 때문에 관측이 불가능하던 파장의 관측이 가능해졌다. 행성상 성운에 대한 적외선 및 자외선 연구는 성운의 온도, 밀도, 원소 함량 등에 대한 보다 정확한 정보를 제공하였다. 전하결합소자(CCD) 기술은 어두운 분광선도 정확히 측정할 수 있게 해 주었다. 또한 허블우주망원경은 지상에서 관측했을 때는 단순해 보이던 많은 성운들이 극도로 복잡한 구조를 가지고 있음을 밝혀냈다.
모건-키넌 분광형 분류에서 행성상 성운은 P형(Type-P)으로 분류된다. 다만 이 분류는 실제로는 거의 사용되지 않는다.

## 기원

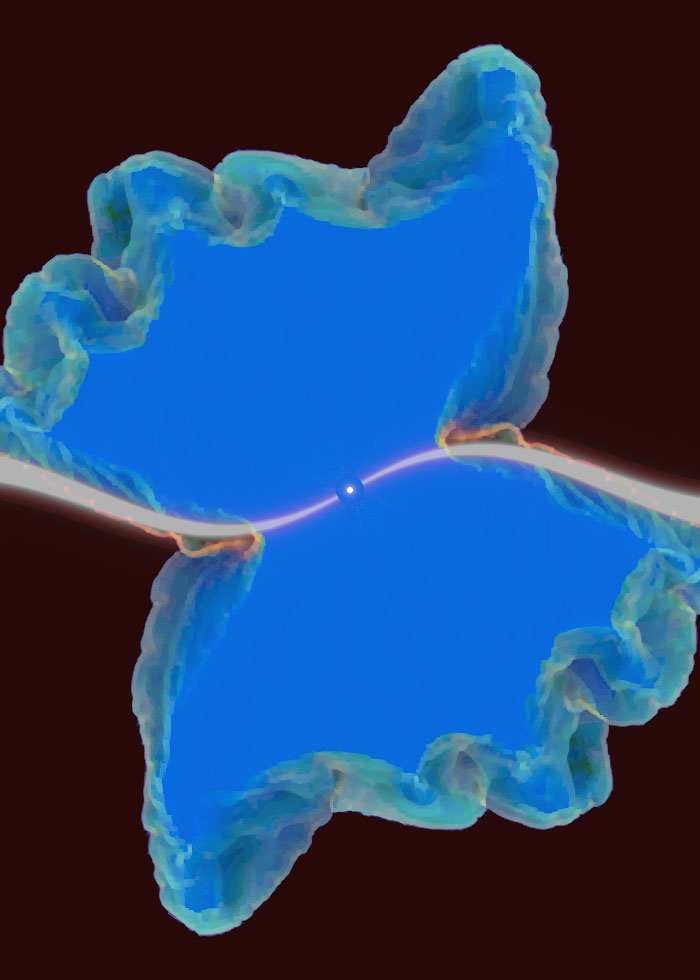
행성상 성운의 형성을 컴퓨터 시뮬레이션한 것. 초기의 근소한 비대칭성이 복잡한 구조를 발생시킴을 보여준다.

질량 10~11 M⊙ 이상의 무거운 별들은 수명이 다하면 초신성 폭발을 일으킨다. 행성상 성운은 질량 0.8 M⊙ ~ 10~11 M⊙ 사이의 중간 질량 및 작은 질량 별들이 수명이 다했을 때 만들어진다. 행성상 성운을 형성하는 원형별은 수명 기간 중 대부분을 온도 1천 5백만 K가량의 중심핵에서 수소를 헬륨으로 전환시키는 핵융합 반응을 일으키면서 보낸다. 핵융합으로 만들어진 에너지는 핵에서 바깥으로 나가는 압력을 발생시키고, 이 압력이 별의 자체 중력으로 인해 발생하는 안쪽으로 들어가는 압력을 상쇄시켜 균형을 이룬다. 중간 질량 및 작은 질량의 별들은 이렇게 균형을 이루면서 수 천만 ~ 수 십억 년 동안 주계열에 머무른다.
중심핵의 수소가 다 소진되면, 중력이 핵을 압박하여 핵의 온도가 1억 K까지 올라간다. 핵의 온도가 높아지면 상대적으로 차가운 별의 외피층이 팽창하여 별의 부피가 커지고 적색거성이 된다. 이 과정에서 별의 평균 표면 온도는 떨어지지만 표면적이 증가하기에 별의 광도가 급격히 증가한다. 항성 진화에서 이렇게 광도가 증가하는 단계를 점근 거성열(AGB)이라고 한다.
질량 3 M⊙을 초과하는 점근거성의 중심핵은 수축을 계속한다. 온도가 1억 K에 도달하면 헬륨이 핵융합하여 탄소 및 산소를 만들어내면서 별은 다시 에너지를 생성해낸다. 그리고 이 에너지를 통해 핵의 수축이 일시적으로 중단된다. 헬륨 핵융합은 핵 내부에 탄소와 산소를 누적시키고, 탄소 및 산소층 위를 얇은 헬륨 껍질이 덮고, 그 위를 또 얇은 수소 껍질이 덮는다. 헬륨 껍질과 수소 껍질은 핵융합을 계속한다. 그러나 이 안정기는 약 2만 년 정도만 유지되며, 별의 전체 수명에서는 찰나와 같은 것이다.
별의 대기가 성간 공간으로 계속 누출되다가, 중심핵이 바깥으로 노출되고 노출된 핵의 표면 온도가 3만 K을 넘어서면 자외선 광자가 누출된 대기 외피층을 전리시키기 시작한다. 그리고 전리된 외피층이 알록달록 빛나게 되면 그것이 곧 행성상 성운이다.

## 수명

목걸이 성운은 밝은 고리 모양의 성운으로, 그 크기는 약 2 광년이다. 밀도가 짙은 부분의 밝기가 다른 부분보다 더 밝아서 마치 목걸이에 박힌 보석처럼 보인다. '보석' 같은 부분은 중심별의 자외선을 흡수하여 밝게 빛난다.

별이 AGB 단계를 지나면 짧은 행성상 성운 단계가 시작된다. 별의 외피층은 중심별로부터 바깥쪽으로 시속 수 킬로미터의 속도로 날려나간다. 중심별은 AGB 원형별의 잔해로, 전자 축퇴압으로 유지되는 탄소-산소 핵만이 남아 있다. 외피가 팽창하는 동안 중심별은 2단계에 걸쳐 진화하는데, 우선 수축이 계속되면서 온도가 올라가고 핵을 둘러싼 수소 껍질에서 핵융합이 일어난다. 그리고 수소 껍질이 다 타버리면 서서히 식어가기 시작한다. 두 번째 단계에서는 핵융합 반응이 종료된다. 이는 중심핵의 질량이 모자라기 때문에 탄소와 산소 핵융합을 일으킬 수 있을 정도로 온도가 올라갈 수 없기 때문이다. 첫 번째 단계에서 중심별은 일정한 광도를 유지하나, 동시에 온도는 계속 올라가서 최종적으로 10만 K 정도까지 올라간다. 두 번째 단계에서는 별이 식어가기에 더 이상 자외선 복사를 내놓지 못하고, 주위의 기체를 전리시키지도 못한다. 중심별은 백색왜성이 되고, 더 이상 전리가 일어나지 않는 주위 기체는 우리 눈에 보이지 않게 된다. 이렇게 되면 항성 진화에 있어 행성상 성운 단계가 종료된 것으로 본다. 전형적인 행성상 성운의 수명은 약 1만 년 정도이다.

## 행성상 성운과 은하 진화
행성상 성운은 은하 진화에 있어 매우 중요한 역할을 한다. 초기의 우주는 거의 대부분이 수소와 헬륨으로만 이루어져 있었으나, 별들이 핵융합을 함으로써 수소 헬륨보다 무거운 원소들을 만들어냈다. 고로 행성상 성운의 기체들은 많은 양의 탄소, 질소, 산소 등을 함유하고 있으며, 이 기체는 성간매질 속으로 팽창하여 성간매질과 하나가 된다. 이 과정에서 무거운 원소들의 양이 늘어나며, 수소와 헬륨보다 무거운 원소들을 천문학자들은 "금속"이라고 부른다.
그리고 그 이후 성운에서 만들어진 새로운 세대의 별들은 이전 세대의 별보다 더 높은 초기 금속 함량을 가지게 된다. 이러한 금속 원소는 여전히 별의 전체 구성 물질 중에서는 적은 양만을 차지하지만, 그래도 별의 진화 과정에 큰 영향을 미친다. 우주 초기에 형성되어 금속 함량이 적은 별들을 항성종족 2(Population II) 항성이라고 하고, 그보다 젊어서 금속 함량이 많은 별들을 항성종족 1(Population I) 항성이라고 한다. 이에 관한 자세한 정보는 항성종족 문서를 참조할 것.

## 특징

### 물리적 특징

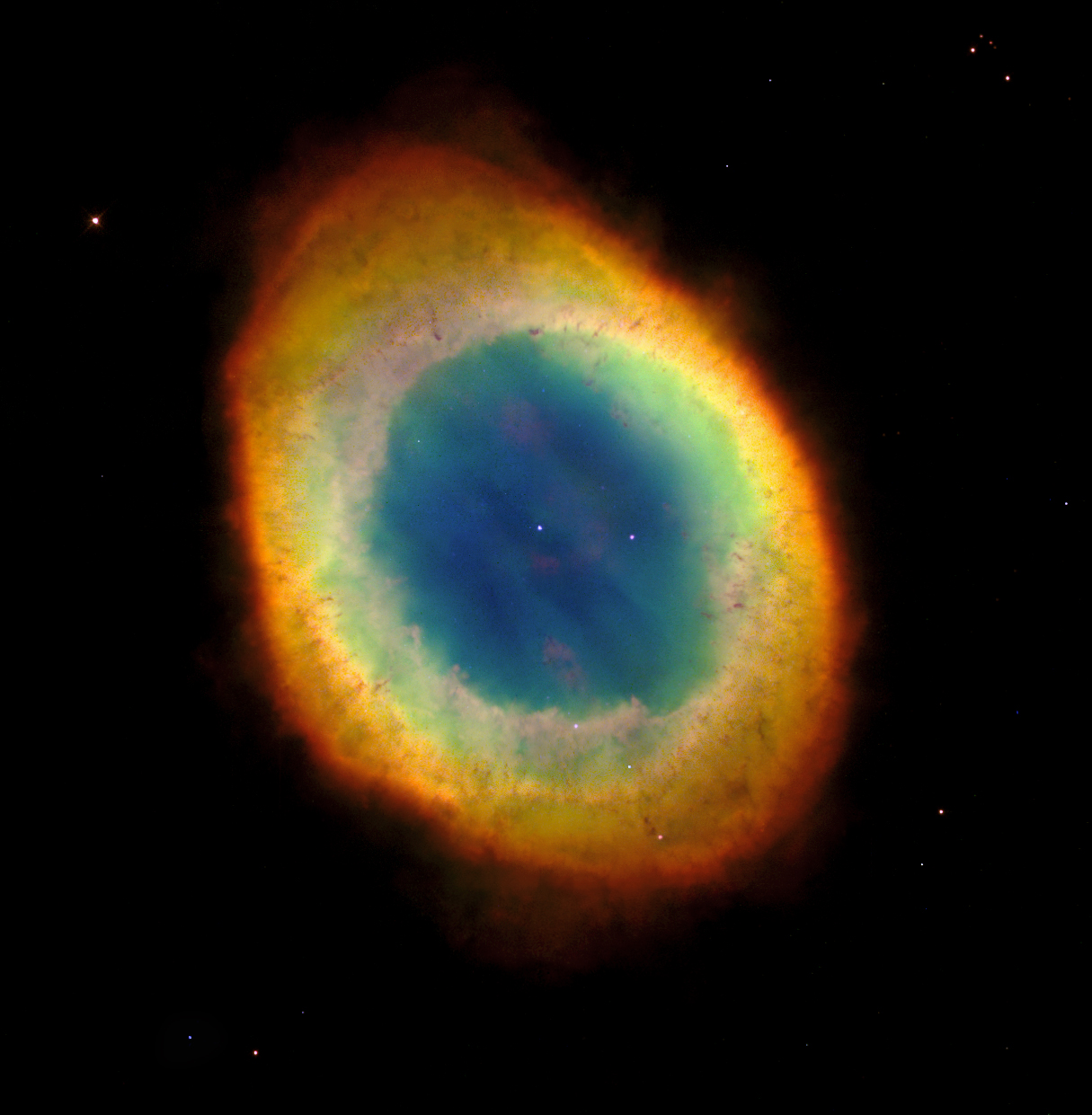
고리 성운(M57, NGC 6720)

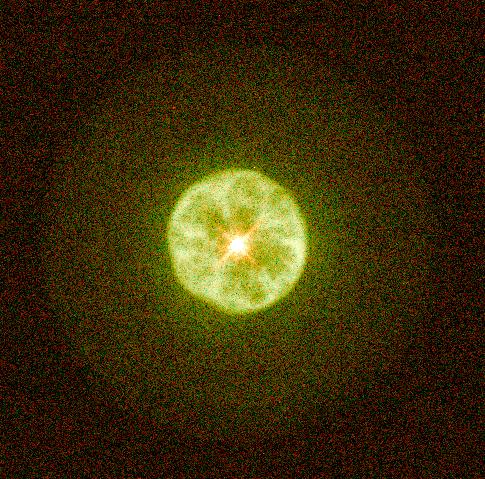
레몬조각 성운(IC 3568)

전형적인 행성상 성운의 크기는 약 1 광년 정도이며, 극도로 희박한 기체로 이루어져 있다. 행성상 성운의 개수밀도는 1 cm3 당 100 ~ 10,000이다. (비교 차원에서, 지구 대기의 개수밀도는 1 cm3 당 2.5×1019이다) 젊은 행성상 성운일수록 밀도가 높으며, 개중에는 개수 밀도가 1 입방센티미터당 106 정도 되는 것도 있다. 시간이 흐르면서 성운은 팽창하고 이에 따라 밀도는 떨어진다. 행성상 성운의 질량은 0.1 ~ 1 M⊙이다.
중심별에서 나오는 복사선으로 인해 행성상 성운의 온도는 약 10,000 K까지 가열된다. 중심에 가까운 기체가 주변부 기체보다  온도가 더 높으며, 중심 근처는 16,000 ~ 25,000 K에 달하기도 한다. 중심별 바로 근처의 용적은 매우 뜨거운 상태(코로나)이며, 온도가 1,000,000 K 정도이다. 이 뜨거운 기체는 중심별의 표면에서 빠른 항성풍의 형태로 발생한 것이다.
성운은 물질속박(matter bounded) 또는 복사속박(radiation bounded)되어 있다. 물질속박이란, 성운에 물질이 충분하지 않아 중심별에서 나오는 자외선을 모두 흡수할 수 없는 상태이며, 사람의 눈에 보이는 성운은 완전히 전리된 상태이다. 복사속박이란 중심별에서 나오는 자외선이 충분하지 못해서 주위 기체가 모두 전리되지 못하고, 별주위 외피의 바깥쪽은 중성 원자 상태로 존재하는 것을 말한다.

### 수와 분포
지금까지 우리 은하 안에 존재하는 행성상 성운이 약 3000개가량 발견되었다. 우리 은하의 별의 개수는 약 2천억 개이다. 별의 전체 수명에서 행성상 성운이 차지하는 기간이 매우 짧기에 별의 개수에 비해 행성상 성운의 개수가 매우 적은 것이다. 행성상 성운들은 대개 은하수 원반 근처에서 발견되며, 은하 중심 근처에서 가장 밀집되어 있다.

### 형태학
행성상 성운 중 20% 정도만이 구대칭 형태를 하고 있다(아벨 39 등). 매우 다양한 종류의 형태가 있으며, 개중에는 아주 복잡한 것도 있다. 행성상 성운의 형태는 항성형, 원반형, 고리형, 무정형, 나선형, 쌍극형, 4극형, 그 외 다른 형태가 있다. 하지만 절대 다수는 구대칭형, 타원형, 쌍극형의 세 형태에 속한다. 쌍극형은 은하평면에 집중 분포하고 있으며, 상대적으로 젊고 질량이 큰 별이 원형 별인 것으로 보인다. 그리고 은하팽대부에 분포하는 쌍극형 성운들은 공전축의 방향이 은하 평면과 평행한 경향을 보인다. 한편 구대칭형은 태양과 비슷한 별들이 만들어내는 것으로 생각된다.
이러한 모양을 만들어내는 것은 정사영 효과에 어느 정도 영향을 받는다. 같은 성운을 다른 각도에서 보면 다르게 보일 것이다. 그렇긴 하지만 그것만으로는 행성상 성운의 모양이 그렇게 다양한 것을 다 설명할 수 없다. 중심별이 쌍성일 경우 두 동반성 사이의 중력적 상호작용이 한 가지 이유가 될 수 있을 것이다. 또다른 이유로는 중심별 주위에 행성이 있어 성운을 이루는 물질이 중심별에서 바깥으로 흘러가는 것을 막을 가능성도 있다. 한편, 질량이 무거운 별일수록 죽어서 만드는 행성상 성운의 모양이 더 불규칙해진다는 보고도 있다. 2005년 1월, 천문학자들은 2개의 행성상 성운의 중심별 주위의 자기장을 최초로 감지해냈으며, 이 자기장이 행성상 성운 특유의 모양을 형성하는데 부분적 또는 전적 책임이 있지 않은가 추측하고 있다.

## 행성상 성운과 성단

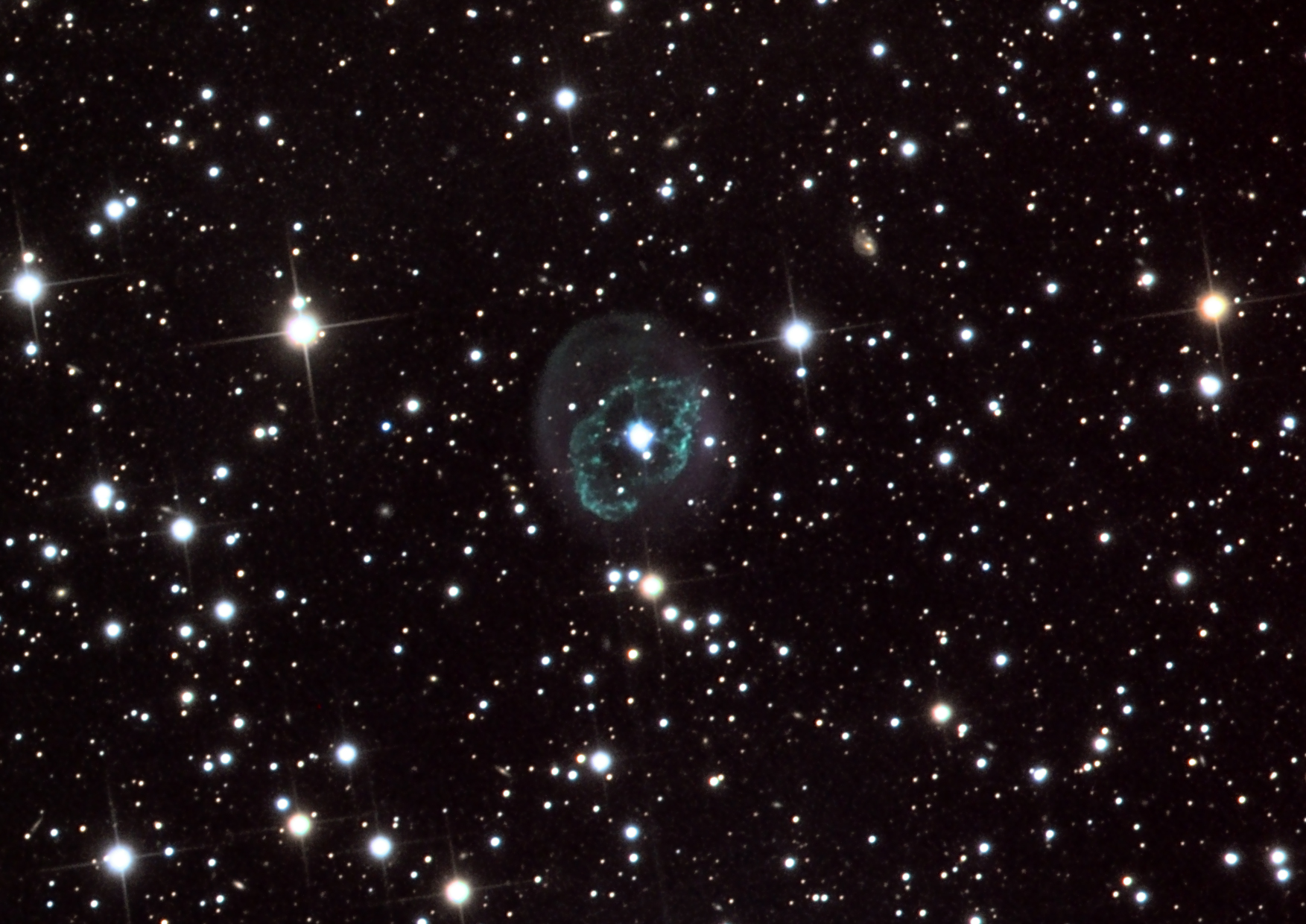
아벨 78 성운. 애리조나주 레몬 산 천문대 24인치 망원경으로 촬영.

지금까지 4개의 구상성단에서 행성상 성운이 발견되었다. 해당 성단은 메시에 15, 메시에 22, NGC 6441, 팔로마 6이다. 한편 산개 성단에서는 지금까지 확정적으로 행성상 성운이 존재하는 것으로 판단되는 것은 단 하나뿐이다. 행성상 성운 NGC 2348과 산개 성단 메시에 46, 행성상 성운 NGC 2818과 산개 성단 NGC 2818 A가 흔히 산개 성단에 포함된 행성상 성운으로 거론되지만, 사실 이것들은 우연히 시선 방향이 같은 것일 뿐이다.
산개 성단은 질량이 작기 때문에 중력적 응집력이 상대적으로 떨어진다. 그 결과 산개 성단은 비교적 짧은 시간이 지나면 다 흩어져 버리는 경향이 있으며, 그 시간은 대략 1억 ~ 6억 년이다.
이론적 모형에 따르면 행성상 성운은 0.8 ~ 11 M⊙의 주계열성이 진화해 형성된다고 예측하고 있다. 이에 따르면 원형 별의 나이는 2천만 년 이상이다. 그 나이에 해당하는 산개 성단이 수백 개 정도 발견되어 있기는 하나, 다양한 이유가 작용하여 산개 성단 안에서 행성상 성운을 찾는 것에 제약이 따른다. 대표적인 이유로, 상대적으로 무거운 별에서 만들어지는 행성상 성운의 수명은 불과 수 천년으로, 우주적 규모에서는 눈 깜짝할 새에 지나지 않는다는 점이 있다.

## 근래의 행성상 성운 연구 주제

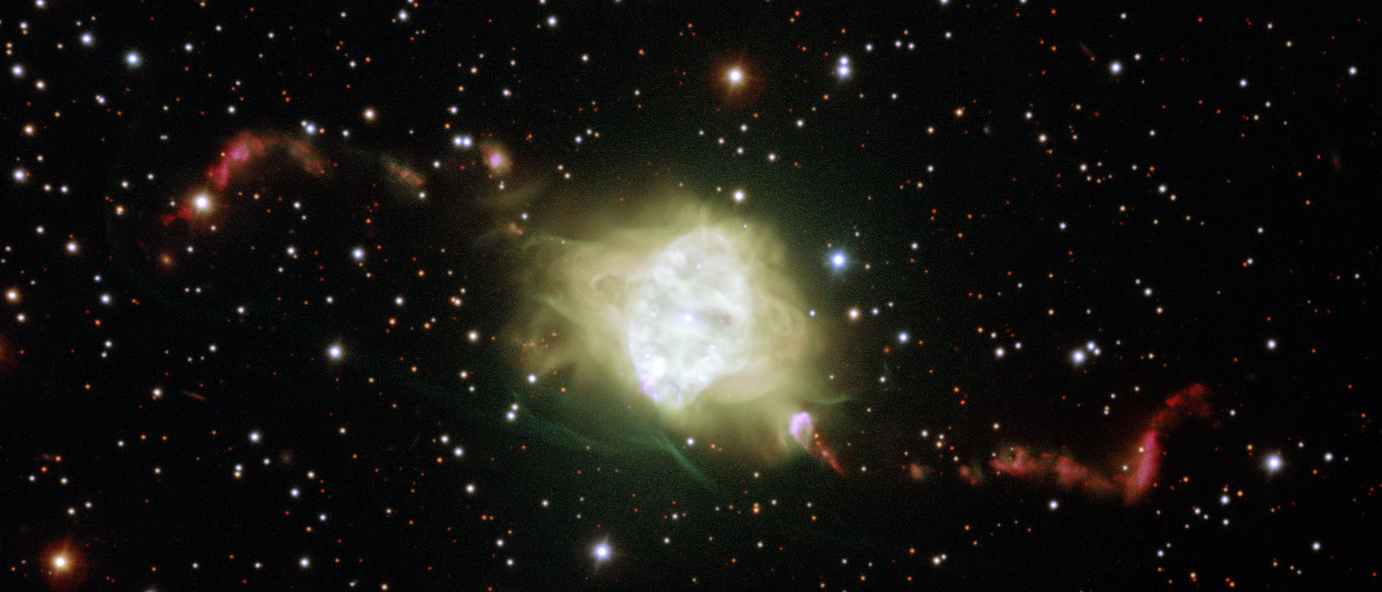
한 쌍의 늙어가는 별이 행성상 성운의 화려한 모양을 만들어낸다.

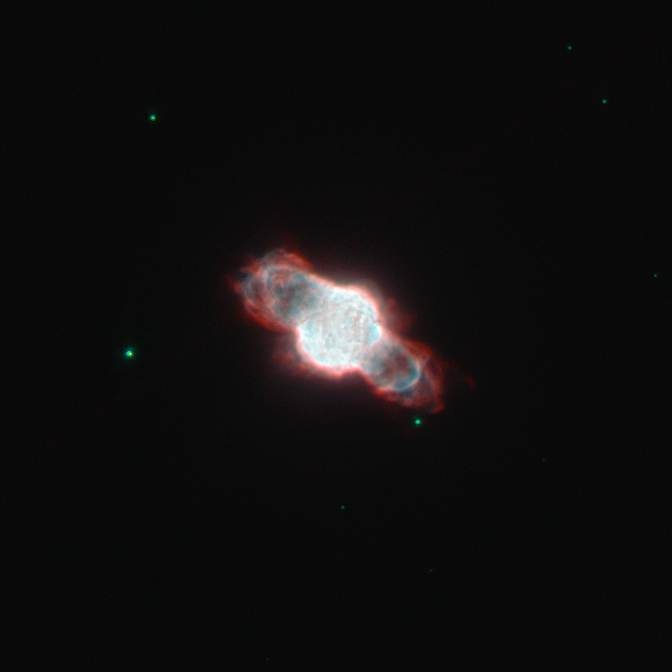
왜소 행성상 성운 NGC 6886.

행성상 성운까지의 거리는 대체로 정밀하게 측정되지 못하고 있다. 지구에서 가까운 행성상 성운들은 팽창 속도를 계산함으로써 거리를 측정할 수 있다. 몇 년에 걸친 고해상도 관측을 하면 성운의 시선 방향 팽창을 확인할 수 있을 것이며, 도플러 편이를 분광 관측하면 시선 방향의 팽창 속도를 정할 수 있을 것이다. 각팽창 속도를 구한 팽창 속도와 비교하면 성운까지의 거리가 나온다.
행성상 성운의 모양이 왜 그렇게 다양한지도 흥미있는 주제가 될 것이다. 별에서 바깥으로 달아나는 속도가 서로 다른 물질들 사이의 상호작용이 대부분의 모양을 만들어낸다는 가설이 제기되고 있다. 하지만 일부 천문학자들은 중심별이 쌍성이면 행성상 성운이 더 복잡한 모양이 될 것이라고 상정하고 있다. 많은 성운에서 강력한 자기장이 발견되었고, 자기장과 전리기체 사이의 상호작용은 일부 행성상 성운의 모양을 설명할 수 있다.
성운의 금속 성분비를 알아내는 방법에는 크게 재결합선과 충돌들뜸선이 있다. 그런데 두 방법으로 각각 얻어낸 결과들 사이에 큰 불일치가 존재하는 경우가 종종 있다. 이것은 행성상 성운 안에 근소한 온도 변동이 존재하기 때문으로 설명된다. 온도 효과 때문에 야기되었다기에는 불일치의 크기가 너무 클 경우, 수소가 거의 없는 매듭 구조 때문이라는 가설이 제기되어 있다. 그러나 그러한 매듭 구조는 아직까지 발견된 바가 없다.

## 같이 보기
- 점근거성열
- 원시행성상 성운
- 백색왜성
- 행성상 성운 목록
- 우주 거리 사다리
- 신성 잔해
- 초신성 잔해

## 참고 자료
- Aller, Lawrence H.; Hyung, Siek (2003). “Historical Remarks on the Spectroscopic Analysis of Planetary Nebulae (invited review), , 19–23 November 2001”. Proceedings of the 209th Symposium of the International Astronomical Union. Planetary Nebulae: Their Evolution and Role in the Universe (영어) (Astronomical Society of the Pacific) 209: 15. Bibcode:2003IAUS..209...15A.
- Allison, Mark (2006). Star clusters and how to observe them (영어). Birkhäuser. 56-8쪽. ISBN 978-1-84628-190-7.
- Bowen, I. S. (1927년 10월). “The Origin of the Chief Nebular Lines”. Publications of the Astronomical Society of the Pacific (영어) 39: 295-7. Bibcode:1927PASP...39..295B. doi:10.1086/123745.
- Frankowski, Adam; Soker, Noam (2009년 11월). “Very late thermal pulses influenced by accretion in planetary nebulae”. New Astronomy (영어) 14 (8): 654-8. arXiv:0903.3364. Bibcode:2009NewA...14..654F. doi:10.1016/j.newast.2009.03.006. A planetary nebula (PN) is an expanding ionized circumstellar cloud that was ejected during the asymptotic giant branch (AGB) phase of the stellar progenitor.
- Eric Josselin, Ariane Lançon (2009). “Intermediate Mass Stars Massive Stars. A workshop around causes and consequences of differing evolutionary paths”. HAL (영어).
- Gurzadyan, Grigor A. (1997). The Physics and dynamics of planetary nebulae (영어). Springer. ISBN 978-3-540-60965-0.
- Harpaz, Amos (1994). Stellar Evolution (영어). A K Peters, Ltd. ISBN 978-1-56881-012-6.
- Hora, Joseph L.; Latter, William B.; Allen, Lori E.; Marengo, Massimo; Deutsch, Lynne K.; Pipher, Judith L. (2004년 9월). “Infrared Array Camera (IRAC) Observations of Planetary Nebulae”. Astrophysical Journal Supplement Series (영어) 154 (1): 296-301. Bibcode:2004ApJS..154..296H. doi:10.1086/422820.
- 《Hubble Witnesses the Final Blaze of Glory of Sun-Like Stars》 (영어). Hubblesite.org. 1997년 12월 17일. 2008년 8월 9일에 확인함.
- Huggins, W.; Miller, W. A. (1864). “On the Spectra of some of the Nebulae”. Philosophical Transactions of the Royal Society of London (영어) 154: 437-44. Bibcode:1864RSPT..154..437H. doi:10.1098/rstl.1864.0013.
- Iliadis, Christian (2007). Nuclear physics of stars. Physics textbook (영어). Wiley-VCH. 18, 439-42쪽. ISBN 978-3-527-40602-9.
- Jacoby, George. H.; Ferland, Gary. J.; Korista, Kirk T. (2001). “The Planetary Nebula A39: An Observational Benchmark for Numerical Modeling of Photoionized Plasmas”. The Astrophysical Journal (영어) 560 (1): 272-86. Bibcode:2001ApJ...560..272J. doi:10.1086/322489.
- Jordan, S.; Werner, K.; O'Toole, S. J. (2005년 3월). “Discovery of magnetic fields in central stars of planetary nebulae”. Astronomy & Astrophysics (영어) 432 (1): 273-9. arXiv:astro-ph/0501040. Bibcode:2005A&A...432..273J. doi:10.1051/0004-6361:20041993.
- Kiss, L. L.; Szabó, Gy. M.; Balog, Z.; Parker, Q. A.; Frew, D. J. (2008년 11월). “AAOmega radial velocities rule out current membership of the planetary nebula NGC 2438 in the open cluster M46”. Monthly Notices of the Royal Astronomical Society (영어) 391 (1): 399-404. arXiv:0809.0327. Bibcode:2008MNRAS.391..399K. doi:10.1111/j.1365-2966.2008.13899.x.
- Krause, Arthur (1961). 《Astronomy》 (영어). Oliver and Boyd. 187쪽.
- Kwok, Sun (2000). The origin and evolution of planetary nebulae (영어). Cambridge University Press. ISBN 0-521-62313-8.
- Kwok, Sun (2005년 6월). “Planetary Nebulae: New Challenges in the 21st Century”. Journal of the Korean Astronomical Society (영어) 38 (2): 271-8. Bibcode:2005JKAS...38..271K. doi:10.5303/JKAS.2005.38.2.271.
- Kwok, Sun; Su, Kate Y. L. (2005년 12월). “Discovery of Multiple Coaxial Rings in the Quadrupolar Planetary Nebula NGC 6881”. The Astrophysical Journal (영어) 635 (1): L49-52. Bibcode:2005ApJ...635L..49K. doi:10.1086/499332. We report the discovery of multiple two-dimensional rings in the quadrupolar planetary nebula NGC 6881. As many as four pairs of rings are seen in the bipolar lobes, and three rings are seen in the central torus. While the rings in the lobes have the same axis as one pair of the bipolar lobes, the inner rings are aligned with the other pair. The two pairs of bipolar lobes are likely to be carved out by two separate high-velocity outflows from the circumstellar material left over from the asymptotic giant branch (AGB) wind. The two-dimensional rings could be the results of dynamical instabilities or the consequence of a fast outflow interacting with remnants of discrete AGB circumstellar shells.
- Kwok, Sun; Koning, Nico; Huang, Hsiu-Hui; Churchwell, Edward (2006). “Planetary nebulae in the GLIMPSE survey”. Proceedings of the International Astronomical Union, Symposium #234. Planetary Nebulae in our Galaxy and Beyond (영어) (Cambridge University Press) 2 (S234): 445-6. Bibcode:2006IAUS..234..445K. doi:10.1017/S1743921306003668. Planetary nebulae (PNs) have high dust content and radiate strongly in the infrared. For young PNs, the dust component accounts for ∼1/3 of the total energy output of the nebulae (Zhang & Kwok 1991). The typical color temperatures of PNs are between 100 and 200 K, and at λ >5 μm, dust begins to dominate over bound-free emission from the ionized component. Although PNs are traditionally discovered through examination of photographic plates or Hα surveys, PNs can also be identified in infrared surveys by searching for red objects with a rising spectrum between 4-10 μm.
- Liu, X.-W.; Storey, P. J.; Barlow, M. J.; Danziger, I. J.; Cohen, M.; Bryce, M. (2000년 3월). “NGC 6153: a super-metal-rich planetary nebula?”. Monthly Notices of the Royal Astronomical Society (영어) 312 (3): 585-628. Bibcode:2000MNRAS.312..585L. doi:10.1046/j.1365-8711.2000.03167.x.
- Maciel, W. J.; Costa, R. D. D.; Idiart, T. E. P. (2009년 10월). “Planetary nebulae and the chemical evolution of the Magellanic Clouds”. Revista Mexicana de Astronomía y Astrofísica (영어) 45: 127-37. arXiv:0904.2549. Bibcode:2009RMxAA..45..127M. These objects are produced by low and intermediate mass stars, with main sequence masses roughly between 0.8 and 8 M⊙, and present a reasonably large age and metallicity spread.
- Majaess, D. J.; Turner, D.; Lane, D. (2007년 12월). “In Search of Possible Associations between Planetary Nebulae and Open Clusters”. Publications of the Astronomical Society of the Pacific (영어) 119 (862): 1349-60. arXiv:0710.2900. Bibcode:2007PASP..119.1349M. doi:10.1086/524414.
- Marochnik, L.S.; Shukurov, Anwar; Yastrzhembsky, Igor (1996). “Chapter 19: Chemical abundances”. The Milky Way galaxy (영어). Taylor & Francis. 6-10쪽. ISBN 978-2-88124-931-0.
- Mermilliod, J.-C.; Clariá, J. J.; Andersen, J.; Piatti, A. E.; Mayor, M. (2001년 8월). “Red giants in open clusters. IX. NGC 2324, 2818, 3960 and 6259”. Astronomy and Astrophysics (영어) 375 (1): 30-9. Bibcode:2001A&A...375...30M. doi:10.1051/0004-6361:20010845.
- Miszalski, B.; Jones, D.; Rodríguez-Gil, P.; Boffin, H. M. J.; Corradi, R. L. M.; Santander-García, M. (2011). “Discovery of close binary central stars in the planetary nebulae NGC 6326 and NGC 6778”. Astronomy and Astrophysics (영어) 531: A158. arXiv:1105.5731. Bibcode:2011A&A...531A.158M. doi:10.1051/0004-6361/201117084.
- Moore, S. L. (2007년 10월). “Observing the Cat's Eye Nebula”. Journal of the British Astronomical Association (영어) 117 (5): 279-80. Bibcode:2007JBAA..117R.279M.
- Morris, M. (1990). “Bipolar asymmetry in the mass outflows of stars in transition”.   Mennessier, M.O.; Omont, Alain. From Miras to planetary nebulae: which path for stellar evolution? (영어). Montpellier, France, September 4-7, 1989 IAP astrophysics meeting: Atlantica Séguier Frontières. 526-30쪽. ISBN 978-2-86332-077-8.
- Osterbrock, Donald E.; Ferland, G. J. (2005).  Ferland, G. J., 편집. Astrophysics of gaseous nebulae and active galactic nuclei (영어). University Science Books. ISBN 978-1-891389-34-4.
- Parker, Quentin A.; Acker, A.; Frew, D. J.; Hartley, M.; Peyaud, A. E. J.; Ochsenbein, F.; Phillipps, S.; Russeil, D.; Beaulieu, S. F.; Cohen, M.; Köppen, J.; Miszalski, B.; Morgan, D. H.; Morris, R. A. H.; Pierce, M. J.; Vaughan, A. E. (2006년 11월). “The Macquarie/AAO/Strasbourg Hα Planetary Nebula Catalogue: MASH”. Monthly Notices of the Royal Astronomical Society (영어) 373 (1): 79-94. Bibcode:2006MNRAS.373...79P. doi:10.1111/j.1365-2966.2006.10950.x.
- Parker, Quentin A.; Acker, A.; Frew, D. J.; Hartley, M.; Peyaud, A. E. J.; Ochsenbein, F.; Phillipps, S.; Russeil, D.; Beaulieu, S. F.; Cohen, M.; Köppen, J.; Miszalski, B.; Morgan, D. H.; Morris, R. A. H.; Pierce, M. J.; Vaughan, A. E. (2011년 5월). “PHR 1315-6555: A bipolar planetary nebula in the compact Hyades-age open cluster ESO 96-SC04”. Monthly Notices of the Royal Astronomical Society (영어) 413 (3): 1835-1844. arXiv:1101.3814. Bibcode:2011MNRAS.413.1835P. doi:10.1111/j.1365-2966.2011.18259.x.
- Reed, Darren S.; Balick, Bruce; Hajian, Arsen R.; Klayton, Tracy L.; Giovanardi, Stefano; Casertano, Stefano; Panagia, Nino; Terzian, Yervant (1999년 11월). “Hubble Space Telescope Measurements of the Expansion of NGC 6543: Parallax Distance and Nebular Evolution”. Astronomical Journal (영어) 118 (5): 2430-41. arXiv:astro-ph/9907313. Bibcode:1999AJ....118.2430R. doi:10.1086/301091.
- Renzini, A. (1987). “Thermal pulses and the formation of planetary nebula shells”. Proceedings of the 131st symposium of the IAU (영어) 131: 391-400. Bibcode:1989IAUS..131..391R.
- Soker, Noam (2002년 2월). “Why every bipolar planetary nebula is 'unique'”. Monthly Notices of the Royal Astronomical Society (영어) 330 (2): 481-6. arXiv:astro-ph/0107554. Bibcode:2002MNRAS.330..481S. doi:10.1046/j.1365-8711.2002.05105.x.
- 《The first detection of magnetic fields in the central stars of four planetary nebulae》 (영어). SpaceDaily Express. 2005년 1월 6일. 2009년 10월 18일에 확인함. Source: Journal Astronomy & Astrophysics
- Rees, B.; Zijlstra, A.A. (2013년 7월). “Alignment of the Angular Momentum Vectors of Planetary Nebulae in the Galactic Bulge” (PDF). Mon. Not. R. Astron. Soc (영어) (SpaceTelescope.org). 2014년 2월 27일에 원본 문서 (PDF)에서 보존된 문서. 2014년 10월 5일에 확인함.
- “Planetary Nebulae” (영어). SEDS. 2013년 9월 9일. 2013년 11월 10일에 확인함.